# Баррі Фергюсон
Баррі Фергюсон (англ. Barry Ferguson; нар. 2 лютого 1978, Глазго) — шотландський футболіст, що грав на позиції півзахисника. По завершенні ігрової кар'єри — футбольний тренер. Кавалер Ордена Британської імперії (MBE).
Більшу частину кар'єри провів за «Рейнджерс», з якою став семиразовим чемпіоном Шотландії, семиразовим володарем Кубка Шотландії, шестиразовим володарем Кубка шотландської ліги, а також фіналістом Кубка УЄФА. Володар Кубка англійської ліги. 

## Клубна кар'єра
Народився 2 лютого 1978 року в місті Глазго. Вихованець футбольної школи клубу «Рейнджерс». Дорослу футбольну кар'єру розпочав 1995 року в основній команді того ж клубу, в якій провів вісім сезонів, взявши участь у 153 матчах чемпіонату. За цей час п'ять разів виборював титул чемпіона Шотландії.
29 серпня 2003 року за 7,5 млн. фунтів перейшов у англійський «Блекберн Роверз» і з наступного сезону став капітаном команди, проте у січні 2005 року за 4,5 млн. фунтів повернувся в рідний «Рейнджерс», в якому провів ще чотири з половиною сезони, більшість з яких у ранзі капітана, і вигравши за цей час низку національних трофеїв.

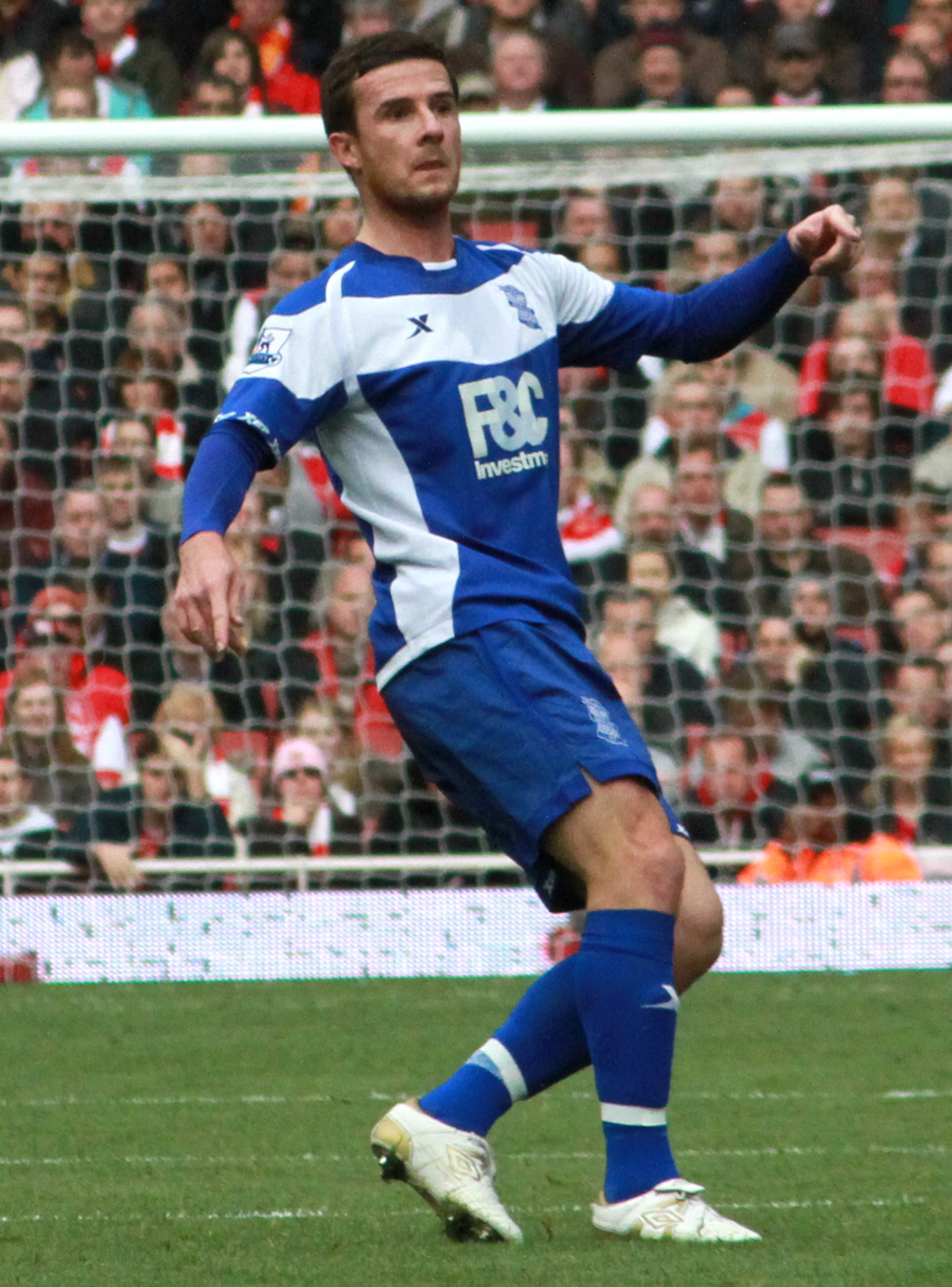
Баррі Фергюсон під час виступів за «Бірмінгем Сіті». 16 жовтня 2010 року.

17 липня 2009 року Фергюсон вдруге відправився в англійську Прем'єр-лігу, перейшовши до «Бірмінгем Сіті», куди його запросив наставник команди Алекс Макліш, знойомий з можливостями футболіста по спільній роботі у «Рейнджерс». Фергюсон відразу став основним гравцем команди і допоміг їй у сезоні 2010/11 виграти Кубок англійської ліги, причому сам Баррі зіграв фінальний матч зі зламаним ребром, проте за підсумками того ж сезону клуб зайняв 18 місце в чемпіонаті і вилетів з Прем'єр-ліги.
22 липня 2011 року Фергюсон перейшов у «Блекпул», що виступав у Чемпіоншипі, отримавши відразу капітанську пов'язку. У сезоні 2012/13 недовго на правах оренди виступав за клуб четвертого за рівнем англійського дивізіону «Флітвуд Таун».
21 січня 2014 року Фергюсон був назначений виконувачем обов'язків головного тренера «Блекпула» після звільнення попереднього наставника Пола Інса. Баррі спочатку заявив, що не буде грати поки знаходиться в управлінській ролі, але 12 квітня, в Лідсі, він включив себе в стартовий складі в спробі запобігти загрозі вильоту. Хоча «Блекпул» виграв тільки три з двадцяти ігор під керівництвом Фергюсона, він уникнув вильоту, але Фергюсон покинув «Блекпул» в кінці сезону 2013/14.
У червні 2014 року був призначений граючим тренером клубу «Клайд» з шотландської Другої ліги, четвертого за рівнем дивізіону країни. Проте на поле у складі цієї команди вийшов лише один раз в матчі проти «Еннан Атлетік» (1:1) і у квітні 2015 року заявив про завершення ігрової кар'єри, залишившись на посаді тренера.

## Виступи за збірні
Протягом 1996—1998 років залучався до складу молодіжної збірної Шотландії. На молодіжному рівні зіграв у 12 офіційних матчах.
4 вересня 1998 року дебютував в офіційних матчах у складі національної збірної Шотландії у грі проти збірної Боснії і Герцеговини. У 2004 році, після припинення виступів за збірну Пола Ламберта, Фергюсон був призначений капітаном команди тодішнім тренером «тартанових» Берті Фогтсом.
Баррі Фергюсон був вигнаний зі збірної після скандальної історії в квітні 2009 року, коли після відбіркового матчу ЧС-2010 проти збірної Нідерландів він разом зі своїм колишнім одноклубником по «Рейнджерс» голкіпером Алланом Макгрегором влаштував п'яну вечірку в готелі, де зупинялася команда. Ще через кілька днів обидва гравці зухвалим чином повели себе на лаві запасних на «Гемпден-Парк» під час матчу з Ісландією, після чого Шотландська футбольна асоціація ухвалила рішення довічно вигнати з обох збірної, а новим капітаном став Даррен Флетчер.
Втім, новий головний тренер збірної Шотландії Крейг Левейн, який очолив команду в грудні 2009 року, повідомив Фергюсону і Макгрегору, що вони можуть повернутися в команду, і якщо Макгрегор дав згоду відразу, то Фергюсон взяв час на роздуми і 6 липня 2010 року оголосив про завершення міжнародної кар'єри. Всього протягом кар'єри у національній команді, яка тривала 12 років, провів у формі головної команди країни 45 матчів, забивши 3 голи.

## Кар'єра тренера
Протягом першої половини 2014 року працював виконувачем обов'язків головного тренера «Блекпула», врятувавши команду від вильоту з Чемпіоншіпа.
З літа 2014 року очолює тренерський штаб команди «Клайд».

## Статистика виступів

### Статистика клубних виступів
| Сезон                       | Команда                     | Чемпіонат                   | Чемпіонат | Чемпіонат | Національні кубки | Національні кубки | Національні кубки | Єврокубки | Єврокубки | Єврокубки | Інші змагання | Інші змагання | Інші змагання | Усього | Усього |
| Сезон                       | Команда                     | Ліга                        | Ігор      | Голів     | Ліга              | Ігор              | Голів             | Ліга      | Ігор      | Голів     | Ліга          | Ігор          | Голів         | Ігор   | Голів  |
| --------------------------- | --------------------------- | --------------------------- | --------- | --------- | ----------------- | ----------------- | ----------------- | --------- | --------- | --------- | ------------- | ------------- | ------------- | ------ | ------ |
| 1995–96                     | «Рейнджерс»                 | ПД                          | 0         | 0         | КШ+КЛ             | 0+0               | 0+0               | ЛЧ        | 1         | 0         | -             | -             | -             | 1      | 0      |
| 1996–97                     | «Рейнджерс»                 | ПД                          | 1         | 0         | КШ+КЛ             | 0+0               | 0+0               | -         | -         | -         | -             | -             | -             | 1      | 0      |
| 1997–98                     | «Рейнджерс»                 | ПД                          | 7         | 0         | КШ+КЛ             | 3+0               | 0+0               | -         | -         | -         | -             | -             | -             | 10     | 0      |
| 1998–99                     | «Рейнджерс»                 | ПЛ                          | 23        | 1         | КШ+КЛ             | 3+4               | 0+1               | КУЄФА     | 10        | 0         | -             | -             | -             | 40     | 2      |
| 1999–00                     | «Рейнджерс»                 | ПЛ                          | 31        | 4         | КШ+КЛ             | 5+1               | 1+0               | ЛЧ+КУЄФА  | 10+2      | 0+0       | -             | -             | -             | 49     | 5      |
| 2000–01                     | «Рейнджерс»                 | ПЛ                          | 30        | 2         | КШ+КЛ             | 3+3               | 1+1               | ЛЧ+КУЄФА  | 10+1      | 0+0       | -             | -             | -             | 47     | 4      |
| 2001–02                     | «Рейнджерс»                 | ПЛ                          | 22        | 1         | КШ+КЛ             | 5+3               | 2+1               | ЛЧ+КУЄФА  | 2+7       | 0+2       | -             | -             | -             | 39     | 6      |
| 2002–03                     | «Рейнджерс»                 | ПЛ                          | 36        | 16        | КШ+КЛ             | 6+4               | 2+0               | КУЄФА     | 2         | 0         | -             | -             | -             | 48     | 18     |
| 2003–04                     | «Рейнджерс»                 | ПЛ                          | 3         | 0         | КШ+КЛ             | 0+0               | 0+0               | ЛЧ        | 2         | 0         | -             | -             | -             | 5      | 0      |
| 2003–04                     | «Блекберн Роверз»           | ПЛ                          | 15        | 1         | КА+КЛ             | 0+1               | 0+0               | -         | -         | -         | -             | -             | -             | 16     | 1      |
| 2004–05                     | «Блекберн Роверз»           | ПЛ                          | 21        | 2         | КА+КЛ             | 1+0               | 0+0               | -         | -         | -         | -             | -             | -             | 22     | 2      |
| Усього за «Блекберн Роверз» | Усього за «Блекберн Роверз» | Усього за «Блекберн Роверз» | 36        | 3         |                   | 2                 | 0                 |           |           |           |               |               |               | 38     | 3      |
| 2004–05                     | «Рейнджерс»                 | ПЛ                          | 13        | 2         | КШ+КЛ             | 0+1               | 0+0               | -         | -         | -         | -             | -             | -             | 14     | 2      |
| 2005–06                     | «Рейнджерс»                 | ПЛ                          | 32        | 5         | КШ+КЛ             | 2+2               | 0+0               | ЛЧ        | 10        | 0         | -             | -             | -             | 46     | 5      |
| 2006–07                     | «Рейнджерс»                 | ПЛ                          | 32        | 4         | КШ+КЛ             | 1+0               | 0+0               | КУЄФА     | 8         | 3         | -             | -             | -             | 41     | 7      |
| 2007–08                     | «Рейнджерс»                 | ПЛ                          | 38        | 7         | КШ+КЛ             | 3+3               | 0+1               | ЛЧ+КУЄФА  | 10+8      | 1+0       | -             | -             | -             | 62     | 9      |
| 2008–09                     | «Рейнджерс»                 | ПЛ                          | 22        | 2         | КШ+КЛ             | 3+2               | 0+0               | -         | -         | -         | -             | -             | -             | 27     | 2      |
| Усього за «Рейнджерс»       | Усього за «Рейнджерс»       | Усього за «Рейнджерс»       | 290       | 44        |                   | 57                | 10                |           | 83        | 6         |               |               |               | 344    | 49     |
| 2009–10                     | «Бірмінгем Сіті»            | ПЛ                          | 37        | 0         | КА+КЛ             | 5+1               | 2+0               | -         | -         | -         | -             | -             | -             | 43     | 2      |
| 2010–11                     | «Бірмінгем Сіті»            | ПЛ                          | 35        | 0         | КА+КЛ             | 1+5               | 0+0               | -         | -         | -         | -             | -             | -             | 41     | 0      |
| Усього за «Бірмінгем Сіті»  | Усього за «Бірмінгем Сіті»  | Усього за «Бірмінгем Сіті»  | 72        | 0         |                   | 12                | 2                 |           |           |           |               |               |               | 84     | 2      |
| 2011–12                     | «Блекпул»                   | Ч (ІІ)                      | 42+3      | 1+0       | КА+КЛ             | 0+0               | 0+0               | -         | -         | -         | -             | -             | -             | 45     | 1      |
| 2012-13                     | «Блекпул»                   | Ч (ІІ)                      | 19        | 0         | КА+КЛ             | 0+1               | 0+0               | -         | -         | -         | -             | -             | -             | 20     | 0      |
| 2012–13                     | «Флітвуд Таун»              | 2Л (IV)                     | 6         | 0         | КА+КЛ             | 2+0               | 0+0               | -         | -         | -         | -             | -             | -             | 8      | 0      |
| 2013–14                     | «Блекпул»                   | Ч (ІІ)                      | 19        | 0         | КА+КЛ             | 1+1               | 0+0               | -         | -         | -         | -             | -             | -             | 21     | 0      |
| Усього за «Блекпул»         | Усього за «Блекпул»         | Усього за «Блекпул»         | 80+3      | 1+0       |                   | 3                 | 0                 |           |           |           |               |               |               | 86     | 1      |
| Усього за кар'єру           | Усього за кар'єру           | Усього за кар'єру           | 485+3     | 48+0      |                   | 75                | 12                |           | 83        | 6         |               |               |               | 637    | 66     |

## Титули і досягнення

### Командні
- Чемпіон Шотландії (7):

«Рейнджерс»: 1995–96, 1996–97, 1998–99, 1999–00, 2002–03, 2004–05, 2008–09.
- Володар Кубка Шотландії (7):

«Рейнджерс»: 1995–96, 1998–99, 1999–00, 2001–02, 2002–03, 2007–08, 2008–09.
- Володар Кубка шотландської ліги (6):

«Рейнджерс»: 1996–97, 1998–99, 2001–02, 2002–03, 2004–05, 2008–09.
- Володар Кубка Футбольної ліги (1):

«Бірмінгем Сіті»: 2010–11

### Особисті
- Молодий гравець року за версією футболістів ШПФА: 1999
- Гравець року за версією ШАФЖ: 2000, 2003
- Гравець року за версією футболістів ШПФА: 2003
- Кавалер Ордена Британської імперії (MBE): 2006

## Особисте життя
Фергюсон одружений з Маргарет. Має троє дітей: Коннор, Кайл і Кара.
Має старшого брата Дерека Фергюсона, який також був футболістом і виступав за «Рейнджерс» та збірну Шотландії.